# Стрільба на літніх Олімпійських іграх 1908
Змагання зі стрільби на літніх Олімпійських іграх 1908 відбулися з 8 липня по 11 липня 1908 року в Бізлі, графство Суррей, зі трапу в Шкільному стрілецькому клубі Аксендон, Булонь-Біянкур. У змаганнях взяли участь 215 стрільців з 15 країн.

## Медалі

### Загальний залік
| Місце | Країна                | Золото | Срібло | Бронза | Загалом |
| ----- | --------------------- | ------ | ------ | ------ | ------- |
| 1     | Велика Британія (GBR) | 6      | 7      | 8      | 21      |
| 2     | США (USA)             | 2      | 3      | 1      | 6       |
| 3     | Швеція (SWE)          | 2      | 2      | 1      | 5       |
| 4     | Норвегія (NOR)        | 2      | 0      | 1      | 3       |
| 5     | Канада (CAN)          | 1      | 2      | 1      | 4       |
| 6     | Бельгія (BEL)         | 1      | 2      | 0      | 3       |
| 7     | Франція (FRA)         | 0      | 0      | 2      | 2       |
| 8     | Греція (GRE)          | 0      | 0      | 1      | 1       |

## Медалісти
| Дисципліна                                              | Золото                                                                                                | Срібло | Бронза |
| ------------------------------------------------------- | --- | --- | --- |
| Гвинтівка, 1000 ярдів                                   | Джошуа Міллнер · Велика Британія                                                                      | Кейси Келлогг · США | Моріс Блад · Велика Британія                                                                                   |
| Рухома мішень одиночними пострілами                     | Оскар Сван · Швеція                                                                                   | Тед Ранкен · Велика Британія                                                                                              | Олександр Роджерс · Велика Британія                                                                            |
| Рухома мішень одиночними пострілами серед команд        | Швеція Арвид Кнеппел · Ернст Роселл · Альфред Сван · Оскар Сван                                       | Велика Британія Вільям Еллікотт · Вільям Расселл Лейн-Джойнт · Чарльз Нікс · Тед Ранкен                                   | не нагороджувалися                                                                                             |
| Дрібнокаліберна гвинтівка, рухома мішень, 25 ярдів      | Джон Флемінг · Велика Британія                                                                        | Моріс Метьюз · Велика Британія                                                                                            | Вільям Марсден · Велика Британія                                                                               |
| Довільна гвинтівка серед команд, 300 метрів             | Норвегія Юлій Броте · Альберт Хелгеруд · Ейнар Ліберг · Олаф Сетер · Оле Сетер · Гудбран Скатебо      | Швеція Пер-Олоф Арвідссон · Янне Густафссон · Аксель Янссон · Густав Адольф Юнссон · Клас Рундберг · Густаф-Адольф Шеберг | Франція Ежен Бальм · Рауль де Бойн · Альберт Куркен · Леон Джонсон · Моіс Лекок · Андре Парментьї              |
| Трап                                                    | Волтер Юінг · Канада                                                                                  | Джордж Бітті · Канада | Олександр Мондер · Канада Анастасіос Метаксас · Греція                                                         |
| Трап серед команд                                       | Велика Британія Пітер Іст · Олександр Мондер · Френк Мур · Чарльз Палмер · Джеймс Пайк · Джон Постанс | Канада Джордж Бітті · Волтер Юінг · Майлі Флетчер · Дональд Макмеккон · Джордж Вівіан · Артур Вестовер                    | Велика Британія Джон Батт · Гарольд Кризі · Річард Гаттон · Вільям Морріс · Джеральд Скіннер · Джордж Вайтекер |
| Рухома мішень подвійними пострілами, 100 метрів         | Волтер Вінанс · США                                                                                   | Тед Ранкен · Велика Британія                                                                                              | Оскар Сван · Швеція                                                                                            |
| Дрібнокаліберна гвинтівка, зникаюча мішень, 25 ярдів    | Вільям Стайлз · Велика Британія                                                                       | Гарольд Гокінс · Велика Британія                                                                                          | Едвард Емур · Велика Британія                                                                                  |
| Пістолет, 50 ярдів                                      | Пол ван Асбрюк · Бельгія                                                                              | Реджинальд Сторм · Бельгія                                                                                                | Джеймс Горман · США                                                                                            |
| Пістолет серед команд, 50 ярдів                         | США Чарльз Екстелл · Ірвінг Калкінс · Джон Діц · Джеймс Горман                                        | Бельгія Рене Енглебер · Шарль Верже · Реджинальд Сторм · Пол ван Асбрюк                                                   | Велика Британія Джесс Воллінгфорд · Джеффрі Коулз · Генрі Лінч-Стонтон · Волтер Еллікотт                       |
| Довільна гвинтівка, 300 метрів, 3 положення             | Альберт Хельгеруд · Норвегія                                                                          | Гаррі Саймон · США | Оле Сетер · Норвегія                                                                                           |
| Дрібнокаліберна гвинтівка, лежачи, 50 та 100 ярдів      | Артур Карнелл · Велика Британія                                                                       | Гарольд Гамбі · Велика Британія                                                                                           | Джордж Барнс · Велика Британія                                                                                 |
| Дрібнокаліберна гвинтівка серед команд, 50 та 100 ярдів | Велика Британія Едвард Емур · Моріс Меттьюс · Гарольд Гамбі · Вільям Пімм                             | Швеція Ерік Карлберг · Вільгельм Карлберг · Юган Гюбнер фон Гольст · Франц-Альберт Шартау                                 | Франція Анрі Боннефуа · Поль Колас · Леон Лекюйе · Андре Ріго                                                  |
| Армійська гвинтівка серед команд                        | США Чарльз Бенедікт · Келлогг Кейсі · Іван Істман · Вільям Лейшнер · Вільям Мартін · Чарльз Віндер    | Велика Британія Гаркурт Оммундсен · Флітвуд Варлі · Артур Фалтон · Філіп Річардсон · Вільям Паджетт · Джон Мартін         | Канада Чарльз Кроу · Вільям Істкотт · Гаррі Керр · Дугалд Макайннис · Вільям Сміт · Брюс Вільямс               |

## Країни-учасники
| Країна          | К-сть учасників |
| --------------- | --------------- |
| Австралія       | 1               |
| Бельгія         | 10              |
| Велика Британія | 64              |
| Греція          | 7               |
| Данія           | 10              |
| Ірландія        | 3               |
| Канада          | 22              |
| Нідерланди      | 17              |
| Німеччина       | 1               |
| Норвегія        | 13              |
| США             | 17              |
| Угорщина        | 1               |
| Фінляндія       | 9               |
| Франція         | 20              |
| Швеція          | 9               |
| Всього          | 215             |